# Amaknak
Amaknak (in lingua aleutina Amaxnax̂) è una piccola isola nella baia nord-est dell'isola di Unalaska che appartiene alle isole Fox, nell'arcipelago delle Aleutine; si trova nel mare di Bering ed appartiene all'Alaska (USA). L'isola ha una superficie di 8,5 km².
Su Amaknak si trova il porto di Dutch Harbor che è parte della città di Unalaska, capoluogo dell'isola omonima, e vi risiede la maggior parte degli abitanti.
A Dutch Harbor venne combattuta una battaglia nel 1942 durante la Guerra del Pacifico tra le truppe dell'Impero Giapponese e le truppe statunitensi. Si è trattato di una delle poche battaglie della Seconda guerra mondiale ad essere combattuta sul suolo americano.

## Storia
L'isola è stata registrata dal tenente Gavriil Saryčev della marina imperiale russa nel 1826. Il nome significa "luogo di sepoltura", da amaiknag che significa "luogo d'impurità".